# Дебре, Режис
Режи́с Жюль Дебре́ (фр. Régis Debray, родился 2 сентября 1940 года, Париж) — французский левый философ, политик. Муж Элисабет Бургос. Основатель медиологии — учения о роли медиа в идеологической, политической и религиозной борьбе. Ввёл понятие медиократии — власти медиума, посредника, «посредственности». Автор нашумевшей в среде «новых левых» книги «Революция в революции?», в которой разрабатывает геваристскую теорию фокизма.

## Биография
Родился в 1940 году в Париже. В 1960 году поступил в элитарную Высшую нормальную школу. Учился у Луи Альтюссера. Окончил университет в 1965 году, получив степень по философии. В 1965 году приехал на Кубу. Соратник Эрнесто Че Гевары.
В 1963—1964 годах вместе со своей будущей женой венесуэлкой Элисабет Бургос, по просьбе Фиделя Кастро, исследует социополитическую ситуацию в Боливии.
20 апреля 1967 года арестован боливийскими властями вместе с англичанином Джорджем Ротом (George Andrew Roth) и аргентинцем Сиро Роберто Бустосом. На допросе заявил, что является журналистом, посетившим партизанский отряд для того, чтобы взять интервью у Гевары. Был обвинён в незаконном въезде в Боливию, организации восстания, поджоге и убийстве и осуждён на 30 лет тюремного заключения. Однако провёл в тюрьме только 4 года, так как была развёрнута мощная международная компания за его освобождение, в которой участвовали французское министерство иностранных дел, Жан-Поль Сартр, Андре Мальро, Де Голль и Павел VI. Амнистирован и освобождён в декабре 1970 года.
После освобождения в 1971—1973 годах жил в Чили, был близок к президенту Альенде. В 1973 году вернулся во Францию. Занимался журналистской, литературной и политической деятельностью. Был близок к Франсуа Миттерану, который после избрания президентом Франции в 1981 году назначил Дебре своим советником по международным делам. В 1984—1985 годах — генеральный секретарь правительственного совета по Южному Тихому океану (Conseil du Pacifique Sud).
В 1985—1992 годах работал в Государственном совете Франции. Участвовал в подготовке французского павильона на Всемирной выставке 1992 году в Севилье.
Выйдя в отставку с государственной службы в 1992 году, занимался научной и литературной деятельностью.
С 1999 года — профессор социологии в Лионском университете.
В 2006 годах был отправлен в Сирию как посланник Жака Ширака. Дебре прибыл в Дамаск, чтобы встретиться с исламским деятелем Салахом Кафтаро (Salah Kaftaro), директором Фонда Ахмада Кафтаро (Fondation Ahmad Kaftaro) — организацией, поддерживающей несколько школ исламской юриспруденции и изучения Корана. Этот визит стал необходимым в условиях обострения отношений между Францией и Сирией.

## Публикации на русском языке
- Введение в медиологию. — М.: Праксис-ВЦИОМ, 2009.